# Апедемак
Апедемак е бог на войната, плодородието и покровител на царската власт в митологията на Древна Нубия (Куш), почитан главно в епохата на царството Мерое.
Главното му светилище и център за поклонение е в Мусаварат-ес-Суфра, северно от шестия Нилски водопад. Другите му главни светилища се намират в Нага и Мерое. Негови свещени животни са говедо и африкански слон. Изобразяван е с глава на лъв и човешко тяло, в ръката си държи скиптър със седнал на върха му лъв. В храма в Мусаварат-ес-Суфра е изобразен с лък в ръката, водещ вързан пленник. Предполага се, че там са се провеждали тържества, символично утвърждаващи силата на царя и способността му да управлява. В храма в Нага Апедемак е изобразен с лъвска глава, като змия с глава на лъв, както и триглав и многорък. Измествайки Озирис, тук той е представен като съпруг на Изида.